# Petra Böckelmann

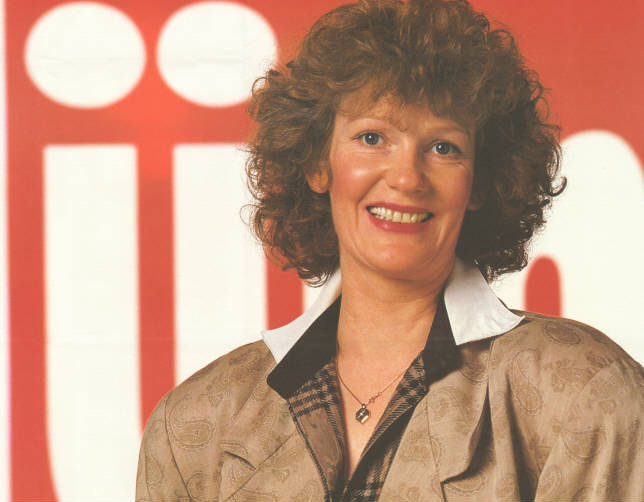
Petra Böckelmann auf einem Wahlplakat zur Landtagswahl 1990

Petra Böckelmann (* 5. August 1945 in Menden) ist eine deutsche Politikerin und ehemalige Landtagsabgeordnete (CDU).

## Leben und Beruf
Nach dem Besuch der Volksschule und des Gymnasiums mit dem Abschluss Abitur studierte sie Deutsch, Englisch und Geschichte an der Pädagogischen Hochschule Münster. Anschließend war sie als Lehrerin tätig.
Seit 1984 ist sie Mitglied der CDU und in zahlreichen Parteigremien vertreten.

## Abgeordnete
Vom 31. Mai 1990 bis zum 27. Februar 1992 war Böckelmann Mitglied des Landtags des Landes Nordrhein-Westfalen. Sie wurde im Wahlkreis 151 Märkischer Kreis IV direkt gewählt.
Nach einem Urteil des Verfassungsgerichtshofes wurde ihr das Mandat wegen falscher Stimmauszählung entzogen und dem Konkurrenten Hagen Müller von der SPD zugesprochen.
Dem Stadtrat der Stadt Menden (Sauerland) gehörte sie bis 2009 an. 